# Lo stato dell'Unione
Lo stato dell'Unione (State of the Union) è un film del 1948 prodotto e diretto da Frank Capra.

## Trama
L'industriale Grant Matthews viene convinto dalla sua amante Kay Thorndyke, subdola e ambiziosa proprietaria di un quotidiano, a candidarsi per il partito repubblicano nelle elezioni primarie per la presidenza degli Stati Uniti.
Durante la campagna elettorale l'uomo viene accompagnato da sua moglie Mary, così come richiede la tradizione. Mary sa di lui e di Kay e soffre per il matrimonio compromesso. Tuttavia ha deciso di stare vicina a suo marito e di aiutarlo perché lo stima e sa che potrebbe essere un buon presidente.
Grant non è un ingenuo: è un abile imprenditore e un uomo d'azione (è anche pilota). Ma è anche un idealista, portatore di una visione politica nuova, oltre gli schieramenti, che guarda ai più deboli e agli emarginati pur muovendo dalle posizioni repubblicane. Per guadagnarsi la candidatura alle elezioni, deve però ottenere i voti della convention del partito e a tal fine si convince un po' alla volta a seguire le direttive di alcuni consiglieri politici messigli accanto dalla perfida Kay. Fra questi ci sono il navigato Jim Conover e il giovane e simpatico giornalista Spike MacManus.
In questo percorso Mary lo invita più volte a restare fedele a tutti i suoi principi ma ogni volta lui finisce per cedere ai compromessi della politica e dell'interesse. Giunta al limite della sopportazione e del disgusto per le manovre a cui il marito è ormai quasi costretto a partecipare, la donna gli toglie il suo supporto proprio la sera dello show tv che dovrebbe andare in onda da casa Matthews.
Grant a questo punto si ravvede e, in diretta nazionale, getta la maschera scusandosi con tutti gli spettatori e chiedendo perdono alla moglie; smaschera i loschi traffici con 'venditori di voti' che lo sostenevano e, pur ritirando la propria candidatura alla presidenza, fa finalmente un discorso sincero e appassionato su come vede la politica e la nazione.

## Doppiaggio
In Italia la pellicola era stata ridoppiata negli anni ottanta, ma il doppiaggio d'epoca è stato recuperato e rimasterizzato in alta definizione. Nella versione originaria alcune sequenze sono in lingua inglese, poiché vennero tagliate dalla censura di allora.

## Produzione
La pellicola è stata interamente prodotta dalla società di Frank Capra, la Liberty Films. Spencer Tracy era sotto contratto con la Metro-Goldwyn-Mayer, che acquistò i diritti dell'opera e fornì alcuni degli attori principali, tra cui Van Johnson e la Lansbury.

### Riprese
Venne girata nel Michigan, a Detroit e per gli interni nei Metro Goldwyn Mayer Studios al 10202 di W. Washington Blvd., a Culver City.

### Cast
Per il ruolo di Mary Matthews era stata inizialmente scritturata l'attrice Claudette Colbert, che abbandonò il progetto in seguito a disaccordi con Capra. La scelta cadde allora su Katharine Hepburn (compagna di Tracy). Fu proprio la Hepburn a indicare Angela Lansbury al regista per affidarle la parte della cinica e spietata Kay Thorndyke.

## Distribuzione
Distribuito dalla Metro-Goldwyn-Mayer (MGM), uscì nelle sale cinematografiche USA il 30 aprile 1948.

### Date di uscita
- USA, 30 aprile 1948
- Svezia, 3 gennaio 1949
- Finlandia, 25 novembre 1949
- Danimarca, 28 febbraio 1965 (première TV)
- Germania Ovest, 13 dicembre 1977 (première TV)